# Jon Johnson
Jon Johnson (Wyoming, 16 ottobre 1954) è un tecnico del suono statunitense, vincitore del premio Oscar al miglior montaggio sonoro per il film U-571.

## Filmografia parziale
- U-571, regia di Jonathan Mostow (2000)

## Riconoscimenti
Premio Oscar
- 2001 - Miglior montaggio sonoro per U-571

Primetime Emmy Awards
- 1987 - Miglior montaggio sonoro in una miniserie o speciale per Cause innaturali[2]